# 산소 치료

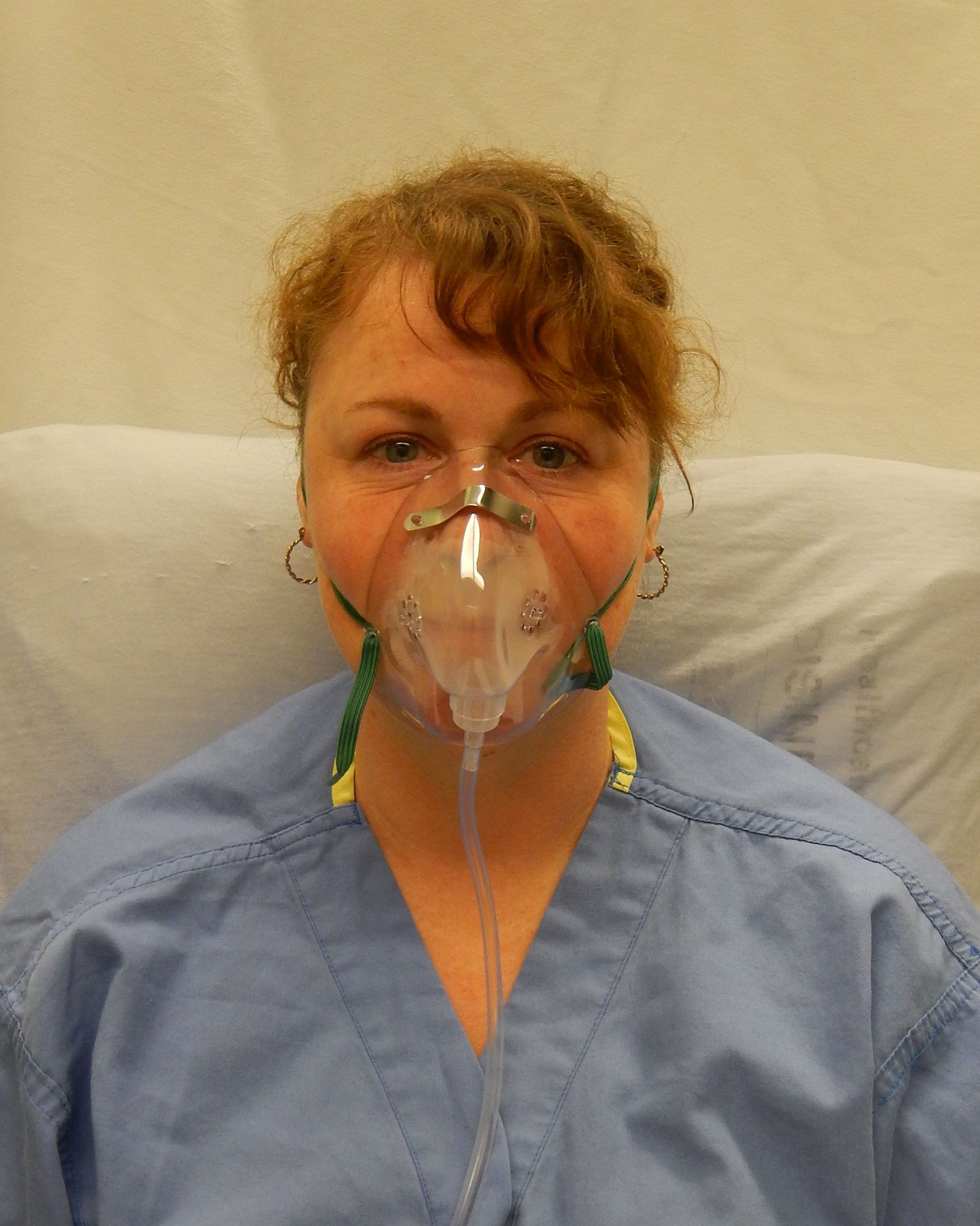
단순 얼굴 마스크를 착용하고 있는 사람.

산소 흡입은 만성 및 급성 환자 모두에게 사용될 수 있는 의학적 조치이다.

## 작용기전
호흡기로 들어간 산소는 폐에서 혈색소에 의해 조직과 세포에 운반되어 포도당을 분해해서 에너지 생산을 하게 한다.

## 병리 기전
산소가 부족하면 혐기성 대사를 하게 되어 젖산을 만들며 산성혈증이 발생하게 된다.

## 약역학
효과 발현은 즉시, 최고농도는 1분 이내 도달하며 작용 지속은 2분 이내이다.
적응증은 저산소증 (외상, 내과적 응급, 호흡 곤란, 심장 허혈 등)에 일반적으로 산소를 투여한다.
금기는 산소 투여하면 더 빨리 폐가 섬유화 되는 그라목손 중독에는 특별한 경우가 아니면 금기이다. 이것이 거의 유일한 금기이다.
2010년 유럽 및 미국의 심폐소생술 지침에 의하면 산소 투여할 때 적절한 산소포화도는 94%-99% 정도로 100%가 안되게 투여하여야 한다.

## 주의사항
일반적으로 폐쇄성 폐질환, 천식 환자에게 지나친 고농도의 산소를 투여할 경우, 빈호흡을 하지 않게 만들어 이산화탄소가 오히려 축적하게 할 수 있으므로 저농도로 투여한다. 보통 분당 2L 이하로 투여한다. 미숙아가 인큐베이터에 있을 때 고농도의 산소 투여는 망막 섬유화를 일으켜 실명을 초래할 수도 있다. 보통 상기도 점막 건조를 막기 위해 분당 6 L 이상 주입할 때는 가습 산소 공급을 해야 한다.

## 같이 보기
- 기계환기
- 고압산소요법
- 구급대